# Równi bogom
Równi bogom (tyt. oryg. The Gods Themselves) – powieść science fiction amerykańskiego pisarza Isaaca Asimova, wydana w 1972 r. Polską edycję wydało wydawnictwo Zysk i S-ka w 1994 r. Powieść została nagrodzona Nebulą w 1972, Hugo i Nagrodą Locusa w 1973 r.

## Fabuła
Pierwsza część – „Przeciw głupocie...” opowiada o przypadkowym odkryciu przez mało zdolnego radiochemika Fryderyka Hallama procesu wymiany materii między wszechświatami (naszym a paraświatem). Okazuje się, że za sprawą różnicy w prawach fizyki między wszechświatami możliwe jest obustronne czerpanie korzyści energetycznych. Autor podkreśla również fakt, że ten proces wymiany materii, zwany pompowaniem, został zainicjowany przez istoty z paraświata, a ludzkość przyzwalając na to, bierze w nim udział. Tak powstała Pompa Elektronowa, za której ojca uważany jest Hallam, dzięki czemu staje się najbardziej wpływowym człowiekiem na Ziemi. Pewien młody naukowiec, Peter Lamont, dochodzi jednak do wniosku, że owo pompowanie jest niebezpiecznym procesem, ponieważ prawa fizyki stopniowo przenikają z jednego wszechświata do drugiego, co może prowadzić do wybuchu słońca. Jego teza jest jednak natychmiast odrzucana, a jego dalsze działania w tej dziedzinie utrudniane przez Hallama, który nie chce utracić władzy jaką daje mu pozycja Ojca Pompy Elektronowej. Z Lamontem współpracuje jednak dr Bronowski i razem udaje im się uzyskać kontakt z istotami z paraświata przy użyciu metalowych tablic.
Druga część utworu – „...nawet bogowie...” przedstawia paraświat i jego mieszkańców, którzy dzielą się na dwa rodzaje: miękkich i twardych. Miękcy, których stan skupienia nie jest bliżej określony, posiadają umiejętność zagęszczania lub rozprężania się i żyją w tzw. triadach, czyli trójkach. O Twardych wiemy tylko, że są mądrzy i powstają w wyniku połączenia się dorosłej triady w jedno ciało. Każde z Miękkich ma swoje miejsce w triadzie, która składa się z uczuciowego Emocjonała, mądrego Racjonała i odpowiedzialnego Rodziciela. Autor skupia się na opisie życia pewnej wybitnej triady, w której Odin jest wybitnym Racjonałem, Dua nadzwyczaj inteligentnym Emocjonałem, a Tritt Rodzicielem o niespotykanej odwadze. Po pewnym czasie Dua nawiązuje kontakt z Lamontem wysyłając do niego metalowe tablice, ponieważ zdaje sobie sprawę z negatywnych skutków działania Pompy.
W ostatniej części utworu – „...na próżno walczą?” akcja toczy się na Księżycu, a głównym bohaterem jest naukowiec - Benjamin Denison, były kolega Fryderyka Hallama, który również przyczynił się do odkrycia Pompy, lecz nie zyskał takiej sławy, ponieważ Hallam zniszczył jego karierę. Denison domyślał się negatywnych skutków działania Pompy Elektronowej, a głośna sprawa Lamonta utwierdziła go w przekonaniu, by podjąć badania w tym kierunku. Na Księżycu poznaje przewodniczkę Selene, która okazuje się być intuicjonistką i podejmują współpracę. Razem dowodzą teorii Lamonta i idą dalej nawiązując kontakt z 3. wszechświatem (protoświatem), by poprzez wymianę materii z nim niwelować negatywne skutki działania Pompy Elektronowej.